# Гейдман, Борис Петрович
Борис Петрович Гейдман (7 августа 1939, Днепропетровск — 18 февраля 2019, Москва, Россия) — учитель математики во многих московских математических школах, автор ряда учебников математики для младших классов, заслуженный учитель Российской Федерации, многократный соросовский учитель, основатель специального математического образования в московской гимназии № 1543.

## Биография
Родился в Днепропетровске в семье Переца Аврам-Евсеевича (Петра Абрамовича) Гейдмана (1912—1978) и Цирель Ицковны (Цили Исааковны), урождённой Фидельман (1913—1995). Отец был по специальности техником-строителем, окончил строительный техникум, в начале Великой Отечественной войны участвовал в эвакуации Днепропетровского металлургического завода на Урал, а затем занимался строительством на Урале, в Златоусте. В начале войны ему удалось эвакуировать семью из Днепропетровска в Коканд на одном из последних эшелонов. Братья отца Давид и Яков служили в действующей армии, последний был награждён орденом Красной Звезды. После окончания войны отец Бориса Петровича работал в отделе капитального строительства нефтеперерабатывающего завода имени Кошкина на станции Лосиноостровская, в тресте ЦентрСпецСтрой. Семья сначала жила на станции Лосиноостровская, а затем в Люберцах.

### Школа
Борис начал учиться в школе недалеко от Лосиностровской, а когда он был в пятом классе, семья переехала в Люберцы. Там Гейдман три года проучился в семилетней школе № 10 в посёлке Калинина. А позднее перешёл в известную 6-ю мужскую школу в Люберцах, которую окончил с золотой медалью.

#### Интерес к математике
В доме у Гейдманов была книга «Живая математика» Я. И. Перельмана. Уже начиная с 1-го класса отец занимался с Борисом по этой книге, давал прочитать условие задачи и забирал книгу — Борис должен был найти решение без посторонней помощи. В Люберецкой 6-й мужской школе математику Гейдману преподавал с 7-го по начало 9-го класса Всеволод Аркадьевич Скипенко. Став сам учителем, Борис Петрович признавал: «Я многое перенял из поведения этого замечательного педагога». В. А. Скипенко уже за попытку «расколоть» задачу, пусть даже и не самым правильным способом, ставил отличные оценки. Полюбить физику Гейдмана заставил завуч школы, замечательный учитель физики Леонид Анатольевич Новицкий. По словам Гейдмана, все ученики «полюбили физику независимо от того, понимали её или нет, потому что полюбили уроки физики».

### Институт
В 1956 году Б. П. Гейдман поступал и не был принят на механико-математический факультет МГУ. В то же лето он поступил в Городской пединститут имени Потёмкина. В 1960-м году (еще до окончания Гейдманом этого ВУЗа) он был слит с Государственным пединститутом имени Ленина. Высшую алгебру в пединституте читал выдающийся преподаватель Василий Ильич Нечаев. Проективную геометрию читала Майя Владимировна Васильева, её муж Анатолий Михайлович Васильев преподавал дифференциальную геометрию в МГУ. Благодаря Майе Владимировне Гейдман начал посещать семинары на мехмате и спецкурс П. К. Рашевского по «специальной и общей теории относительности» там же. Для тех, кто в пединституте занимался серьёзной математикой, делалось исключение — они могли не посещать занятия по методике, по истории педагогики, но для того, чтобы у этого были законные основания, надо было работать на постоянном учительском месте. Так с 3-го курса Гейдман начал преподавать сначала на рабфаке, а с 4-го курса уже работал учителем в школе. Летом 1959 Борис Гейдман был бригадиром в стройотряде на целине.

### Преподавание
Гейдман считал, что работа на рабфаке не являлась настоящей педагогической деятельностью. Это была, по его словам, очень сложная и неинтересная работа со взрослыми людьми, которые приходили на занятия крайне нерегулярно.
Свой самый первый урок Б. П. Гейдман дал в интернате для слепых детей на Новоалексеевской улице. Там было несколько талантливых учеников, которые собирались на мехмат. Он проработал там год, подготовил ребят к поступлению в вуз, но возвращаться туда не стал.
На следующий год он работал в люберецкой школе № 1010. Это была трудная работа, но среди учеников попадались и талантливые дети.
В 1960 году Гейдман пришёл в школу на московской окраине № 734 (между Чертаново и Коломенским). Борис Петрович считал, что это была эпоха его самого лучшего взаимодействия со школьниками. Они оставались в школе до 7—8 вечера, чтобы готовиться с Гейдманом к поступлению в вузы.

### Аспирантура и работа во ВНИИ
В 1961 году после года работы в школе Гейдман поступил в очную аспирантуру к Сергею Павловичу Финикову. В 1964—1969 годах — научный сотрудник ВНИИ Монтажспецстрой

### Продолжение педагогической деятельности

#### Школа № 101
В 1964-1967-м годах Б. П. Гейдман начал работать в 101-й школе на Красной Пресне, одной из немногих математических школ в Москве. Его пригласила туда вести факультатив бывшая однокурсница Раиса Шерман. Школа была создана Аркадием Марковичем Белицким (1911—1965) и состояла только из десяти классов (от «А» до «К») 9-й параллели, и стольких же 10-й параллели. Белицкий убедил Гейдмана уйти из НИИ и перейти на полную ставку в школу. 

#### 2-я физико-математическая школа
Учитель математики 2-й школы 1969—1971. Ушёл из школы в знак протеста против увольнения директора В. Ф. Овчинникова.
С 11 апреля 2003 являлся одним из соучредителей Благотворительной организации «Фонд друзей Второй школы».

#### Школа № 19
учитель 19-й школы 1972—1980,

#### Школа № 57
С 1980 по 1986 год работал в 57 школе. Одним из его учеников этого периода был Виталий Арнольд.

#### Школа № 43 — гимназия № 1543
Работал в школе № 43 (позднее гимназии № 1543) с 1986 года. Создал в ней первый математический класс.
Ю. В. Завельский, бессменный директор гимназии № 1543 (с 1975 по 2018), так описывал роль Бориса Петровича в создании этой школы в одном из интервью в январе 2003:
История такова — сначала в 1986 году в 43 школу пришёл Борис Петрович Гейдман. Мне тогда нужен был учитель математики, я нашёл его через своих знакомых. И когда пришёл Борис Петрович, я через какое-то время понял, что это — тот учитель, который способен дать детям не то обычное, традиционное математическое образование, которое давали тогда все школы, даже в хорошем исполнении, но и дать образование повышенного уровня. И тогда мы открыли первый класс с углублённым изучением математики, в который Борис Петрович набирал учеников для себя сам. Так появились математические классы. А потом, когда возникла гимназия, наряду с математическими появились классы гуманитарные. Потом пришёл Сергей Менделевич Глаголев, я его взял специально для того, чтобы он мне помог организовать биологический профиль — так образовались три профиля, которые работают у нас до сегодняшнего дня. Плюс физико-химический профиль, который мы открыли в позапрошлом году.
С 2001 года Б. П. Гейдман — заместитель директора по физико-математическому отделению московской гимназии 1543 на Юго-Западе. Окончательно ушёл из школы на пенсию в 2016 году.
С 1999 года заведующий лабораторией Московского центра непрерывного математического образования.

## Семья
- Первая жена — Галина Петровна Чугунова (род. 12 июля 1944), выпускница 734-й школы[7].
  - Дочь — Елена Борисовна Гейдман (род. 9 августа 1965[17]), учитель музыки (фортепиано).
    - Внук — Пётр Гейдман (род. 1 ноября 1987)

  - Дочь — Мария Борисовна Чугунова (род. 9 февраля 1974[17]), в замужестве Великович
- Вторая жена — Марина Михайловна Букина, учитель русского языка и литературы в школе № 57 в 1981—1985[источник не указан 2206 дней] годах, в гимназии № 1543 в 1989—2020 годах[7][16].
  - Дочь — Евгения Борисовна Букина (род. 7 ноября 1986[17][18])
  - Сын — Дмитрий Борисович Букин (род. 1993[17]), аспирант мехмата МГУ[19], преподаватель математики в университетской школе-интернате[20] и других учебных заведениях.
- Сестра — Нилла Петровна Пресайзен (1934—1998), урожденная Гейдман, фармацевт[7]

## Награды
- Заслуженный учитель Российской Федерации (Указ Президента Российской Федерации от 14.10.1997 г. № 1123).
- Соросовский учитель в 1994, 1995, 1996[21], 1997, 1998[22], 1999[23]
- В 2006, 2009 годах гранты и премия «За выдающиеся заслуги в области физико-математического образования» фонда «Династия»[24].

## Учебники и пособия
- Мишарина И. Э., Дубах М. Б., Ивакина Т. В., Гейдман Б. П. Математика Ч. 1 // Москва: Издательство Московского университета. 1997. 128 с.
- Гейдман Б. П., Ивакина Т. В., Мишарина И. Э. Математика. 1 класс. Первое полугодие. В 3-х частях. Учебник-тетрадь. — М.: Просвещение; ЧеРо; МГУ, 2000. — 52 с. + 52 с. + 68 с.
- Гейдман Б. П. Подготовка к математической олимпиаде, Начальная школа, 2-4 классы., 2007
- Гейдман Б. П. Логарифмические и показательные уравнения и неравенства . — Москва : МЦНМО, 2008. — 48 с. — ISBN 978-5-94057-350-0; 3-е изд. 2013 — 48 с. — ISBN 978-5-4439-0044-5;
- Гейдман Б. П., Мишарина И. Э. Подготовка к математической олимпиаде. Начальная школа. 2-4 классы. — 7-е изд. — Москва : Айрис-пресс, 2011. — 127 с. ISBN 978-5-8112-4132-3
- Гейдман Б. П., Мишарина И. Э. Методические рекомендации по работе с комплектом учебников «Математика. 2 класс». 2011. 142 стр. ISBN 978-5-94057-743-0
- Гейдман Б. П., Мишарина И. Э., Зверева Е. А. Математика. 1 класс. 2 полугодие. Учебник. 2016. 112 с. ISBN 978-5-00092-331-3
- Гейдман Б. П., Мишарина И. Э., Зверева Е. А. Математика. 1 класс. Рабочая тетрадь № 4 2017. 64 с. ISBN 978-5-4439-0895-3

### Научные статьи
- Гейдман Б. П. Объект центро-проективной связности на многообразии с почти комплексной структурой. // Докл. АН СССР, 159:2 (1964), c. 247—249

### Отклики об учебниках Б. П. Гейдмана
- Математик, академик РАН В. А. Васильев, в течение многих лет председатель подкомиссии по математике комиссии РАН по экспертизе учебников, писал: «На мой взгляд, лучший учебник из всего списка — Гейдмана, сочетающий с одной стороны математическую грамотность, большой практический опыт и добросовестность, а с другой — полную адекватность и отсутствие неудобоваримых фантазий»[25][26].
- Член научно-методического совета по учебникам при Минобрнауки Виталий Арнольд сообщил, что по результатам опроса победителей олимпиад в 7-м классе лучшими учебниками оказались три книги: Петерсон, Гейдмана и учебник Марии Моро издательства «Просвещение»[26].
- Журналистка Елена Мухаметшина (РИА «Новости») относит Б. П. Гейдмана к «классикам учёбной литературы»[27].
- По мнению математика Станислава Смирнова, сопредседателя Общественного совета Минобрнауки: «По учебникам математики Гейдмана <…> можно нормально учить школьников» [в отличие от других учебников][27].
- Наталья Иванова-Гладильщикова пишет: «А еще он написал потрясающий учебник математики для младшей школы, в которой никогда не преподавал. Почему для младшей? Он считал, что для того, чтобы в старших классах было все в порядке, нужно начинать с самого начала»[28].

## Память
- На сайте гимназии № 1543, где работал Б. П. Гейдман последние годы, открыта посвященная ему «Страница памяти».
- Ученики Гейдмана образовали группу на платформе «ВКонтакте» , другая страница там же содержит афоризмы Б. П. Гейдмана, записанные учениками на уроках .
- Ученики и учителя, поклонники педагогического таланта Б. П., объединились в группе Фейсбука «Гейдманиана»